# Llista de monuments d'Alaró
Llista de monuments d'Alaró catalogats pel consell insular de Mallorca com a Béns d'Interès Cultural en la categoria de monuments pel seu interès històric, artístic, arquitectònic, arqueològic, històric-industrial, etnològic, social, científic o tècnic.
| Monument                                                            | Tipus                | Localització | Coordenades                                                | Codi?         | Imatge |
| ------------------------------------------------------------------- | -------------------- | ------------ | ---------------------------------------------------------- | ------------- | --- |
| Creu d'en Coix                                                      | Creus de terme       | Alaró        | 39° 42′ 18″ N, 2° 47′ 21″ E / 39.704945°N,2.789257°E       | RI-51-0010422 | Creu d'en Coix (Alaró) · Vegeu més fotos d'aquest monument · Carregueu una nova foto d'aquest monument                                       |
| Torre fàbrica d'electricitat                                        | Edif. fabrils        | Alaró        | 39° 42′ 16″ N, 2° 47′ 28″ E / 39.70448°N,2.791066°E        | RI-51-0008284 | Carregueu una nova foto d'aquest monument |
| Castell d'Alaró                                                     | Arq. defensiva       | Alaró        | 39° 44′ 02″ N, 2° 47′ 29″ E / 39.734008°N,2.791288°E       | RI-51-0000415 | Castell d'Alaró (Alaró) · Vegeu més fotos d'aquest monument · Carregueu una nova foto d'aquest monument                                      |
| Talaiot de s'Alcadena / Es claper des Gegants                       | Monument arqueològic | Alaró        | 39° 43′ 55″ N, 2° 49′ 23″ E / 39.731960°N,2.823112°E       | RI-51-0001660 | Carregueu una nova foto d'aquest monument |
| Talaiot de Banyols / Puig de s'Apit                                 | Monument arqueològic | Alaró        | 39° 41′ 37″ N, 2° 48′ 01″ E / 39.693719°N,2.800291°E       | RI-51-0001661 | Carregueu una nova foto d'aquest monument |
| Restes prehistòriques de Banyols / Es Ribellet                      | Monument arqueològic | Alaró        | 39° 41′ 51″ N, 2° 48′ 34″ E / 39.697489°N,2.809489°E       | RI-51-0001662 | Carregueu una nova foto d'aquest monument |
| Restes prehistòriques de sa Bastida / Penya de sa Bastida           | Monument arqueològic | Alaró        | 39° 42′ 48″ N, 2° 46′ 24″ E / 39.713402°N,2.773390°E       | RI-51-0001663 | Restes prehistòriques de sa Bastida / Penya de sa Bastida (Alaró) · Modifica el valor a Wikidata · Carregueu una nova foto d'aquest monument |
| Conjunt prehistòric de Can Cabrit / S'Era Vella                     | Monument arqueològic | Alaró        | 39° 41′ 28″ N, 2° 48′ 48″ E / 39.690993°N,2.813361°E       | RI-51-0001664 | Carregueu una nova foto d'aquest monument |
| Conjunt prehistòric de Can Cabrit / Puig de s'Era Vella             | Monument arqueològic | Alaró        | 39° 41′ 34″ N, 2° 48′ 43″ E / 39.692657°N,2.811957°E       | RI-51-0001665 | Carregueu una nova foto d'aquest monument |
| Habitacions prehistòriques de Can Cladera / Pujol des Pla           | Monument arqueològic | Alaró        | 39° 43′ 32″ N, 2° 48′ 02″ E / 39.725418°N,2.800549°E       | RI-51-0001666 | Carregueu una nova foto d'aquest monument |
| Talaiot de Can Jeroni / Es Gentils                                  | Monument arqueològic | Alaró        | 39° 42′ 49″ N, 2° 50′ 25″ E / 39.713514°N,2.840367°E       | RI-51-0001667 | Carregueu una nova foto d'aquest monument |
| Colina fortificada de Can Sec / Sa Penya de Can Sec                 | Monument arqueològic | Alaró        | 39° 43′ 11″ N, 2° 50′ 07″ E / 39.719616°N,2.835393°E       | RI-51-0001668 | Carregueu una nova foto d'aquest monument |
| Cova de Sa Font Figuera / Cova dets Ossos                           | Monument arqueològic | Alaró        | 39° 44′ 21″ N, 2° 48′ 34″ E / 39.739167454°N,2.809423755°E | RI-51-0001669 | Carregueu una nova foto d'aquest monument |
| Colina fortificada des Puig / Dalt des Puig                         | Monument arqueològic | Alaró        | 39° 41′ 10″ N, 2° 48′ 11″ E / 39.686227°N,2.803077°E       | RI-51-0001670 | Carregueu una nova foto d'aquest monument |
| Restes prehistòriques des Rafal / Can Manyoles                      | Monument arqueològic | Alaró        | 39° 42′ 56″ N, 2° 48′ 57″ E / 39.715531°N,2.815744°E       | RI-51-0001671 | Carregueu una nova foto d'aquest monument |
| Restes prehistòriques de Solleric / Coll d'Orient                   | Monument arqueològic | Alaró        | 39° 44′ 59″ N, 2° 47′ 45″ E / 39.749737°N,2.795810°E       | RI-51-0001672 | Carregueu una nova foto d'aquest monument |
| Pou antic de Son Antelm / Es Claperots                              | Monument arqueològic | Alaró        | 39° 40′ 55″ N, 2° 47′ 19″ E / 39.681814°N,2.788536°E       | RI-51-0001673 | Carregueu una nova foto d'aquest monument |
| Pedrera antiga de Son Antelm / Es Claperots                         | Monument arqueològic | Alaró        | 39° 40′ 47″ N, 2° 47′ 28″ E / 39.679629°N,2.791119°E       | RI-51-0001674 | Carregueu una nova foto d'aquest monument |
| Restes prehistòriques de Son Antelm / Es Claperots                  | Monument arqueològic | Alaró        | 39° 40′ 52″ N, 2° 47′ 20″ E / 39.681067°N,2.789015°E       | RI-51-0001675 | Carregueu una nova foto d'aquest monument |
| Restes prehistòriques de Son Bergues / Sa Candela                   | Monument arqueològic | Alaró        | 39° 43′ 38″ N, 2° 48′ 50″ E / 39.727242°N,2.813963°E       | RI-51-0001676 | Carregueu una nova foto d'aquest monument |
| Restes prehistòriques de Son Borràs                                 | Monument arqueològic | Alaró        |                                                            | RI-51-0001677 | Carregueu una nova foto d'aquest monument |
| Restes prehistòriques de Son Ferrer                                 | Monument arqueològic | Alaró        |                                                            | RI-51-0001678 | Carregueu una nova foto d'aquest monument |
| Grup d'enterraments de Son Fiol / Tanca d'en Ferró                  | Monument arqueològic | Alaró        | 39° 40′ 42″ N, 2° 46′ 57″ E / 39.678352°N,2.782610°E       | RI-51-0001679 | Carregueu una nova foto d'aquest monument |
| Cova de Son Grau Gran / Es Pinaret                                  | Monument arqueològic | Alaró        | 39° 43′ 31″ N, 2° 49′ 32″ E / 39.725341°N,2.825521°E       | RI-51-0001680 | Carregueu una nova foto d'aquest monument |
| Talaiot de Son Grau / Can Peladet                                   | Monument arqueològic | Alaró        | 39° 42′ 55″ N, 2° 49′ 25″ E / 39.715292°N,2.823679°E       | RI-51-0001681 | Carregueu una nova foto d'aquest monument |
| Restes prehistòriques de Son Ordines / Casa d'Amunt / Es Sementeret | Monument arqueològic | Alaró        | 39° 45′ 22″ N, 2° 49′ 55″ E / 39.756210°N,2.831980°E       | RI-51-0001682 | Carregueu una nova foto d'aquest monument |
| Cova de Son Ordines / Casa d'Amunt / Sa Partio                      | Monument arqueològic | Alaró        | 39° 45′ 57″ N, 2° 50′ 48″ E / 39.765872°N,2.846784°E       | RI-51-0001683 | Carregueu una nova foto d'aquest monument |
| Talaiot de Son Palou / Es Pico                                      | Monument arqueològic | Alaró        | 39° 41′ 09″ N, 2° 47′ 47″ E / 39.685873°N,2.796349°E       | RI-51-0001684 | Talaiot de Son Palou / Es Pico (Alaró) · Vegeu més fotos d'aquest monument · Carregueu una nova foto d'aquest monument                       |
| Restes prehistòriques de Son Palou / Can Peixet                     | Monument arqueològic | Alaró        | 39° 40′ 43″ N, 2° 48′ 01″ E / 39.678582°N,2.800218°E       | RI-51-0001685 | Carregueu una nova foto d'aquest monument |
| Cova de Son Pere Antoni                                             | Monument arqueològic | Alaró        |                                                            | RI-51-0001686 | Carregueu una nova foto d'aquest monument |
| Habitació prehistòrica de Son Perot / Es Coster                     | Monument arqueològic | Alaró        | 39° 40′ 59″ N, 2° 48′ 20″ E / 39.683078°N,2.805568°E       | RI-51-0001687 | Carregueu una nova foto d'aquest monument |
| Restes prehistòriques de Son Perot / Darrera ses Cases              | Monument arqueològic | Alaró        | 39° 41′ 00″ N, 2° 48′ 21″ E / 39.683367°N,2.805919°E       | RI-51-0001688 | Carregueu una nova foto d'aquest monument |
| Habitació prehistòrica de Son Perot / Es Bosquets                   | Monument arqueològic | Alaró        | 39° 41′ 06″ N, 2° 48′ 28″ E / 39.684884°N,2.807662°E       | RI-51-0001689 | Carregueu una nova foto d'aquest monument |
| Necròpoli de Son Perot / Tanca des Cementeri                        | Monument arqueològic | Alaró        | 39° 40′ 57″ N, 2° 48′ 12″ E / 39.682462°N,2.803472°E       | RI-51-0001690 | Carregueu una nova foto d'aquest monument |
| Habitació prehistòrica de Sa Teulera / Es Pins Verds                | Monument arqueològic | Alaró        | 39° 41′ 53″ N, 2° 46′ 42″ E / 39.698013°N,2.778351°E       | RI-51-0001691 | Carregueu una nova foto d'aquest monument |